# 다도 콜레티
다도 콜레티(Dado Coletti, 1974년 8월 27일 )는 이탈리아의 영화 배우, 성우, 라디오 및 TV 진행자이다.